# フッ化アンモニウム
フッ化アンモニウム（フッかアンモニウム、Ammonium Fluoride）とは、フッ化水素とアンモニアとの塩である。正塩と水素塩とが存在し、後者はフッ化水素アンモニウム（フッかすいそアンモニウム、Ammonium Hydrogenfluoride）と呼ぶ。

## 性質
フッ化アンモニウムは、N‐H…F の強い水素結合ため、一般のハロゲン化アルカリMXと異なる構造を取る。屈折率は1.315．水によく溶けやや潮解性を示す。エチルアルコールに微溶、アセトン、液体アンモニアに不溶。 有毒であり、ガラスを侵すため、ポリエチレン容器に保存する。

## 合成
製法は氷冷したフッ化水素酸にアンモニアを通じて析出させるか、塩化アンモニウムとフッ化ナトリウムの混合物または硫酸アンモニウムとフッ化カルシウムの混合物を加熱し、昇華させて得る。
100℃以下の加熱により大部分は次のように熱分解するので水溶液を濃縮しても正塩は晶出しない。
2NH
4F  →  NH+
4 + HF−
2 + NH
3

## 用途
医療用、金属の表面処理剤、発酵工業におけるホースや導管等の消毒用、あるいは木材の防腐用に使われる。